# Brabham BT25

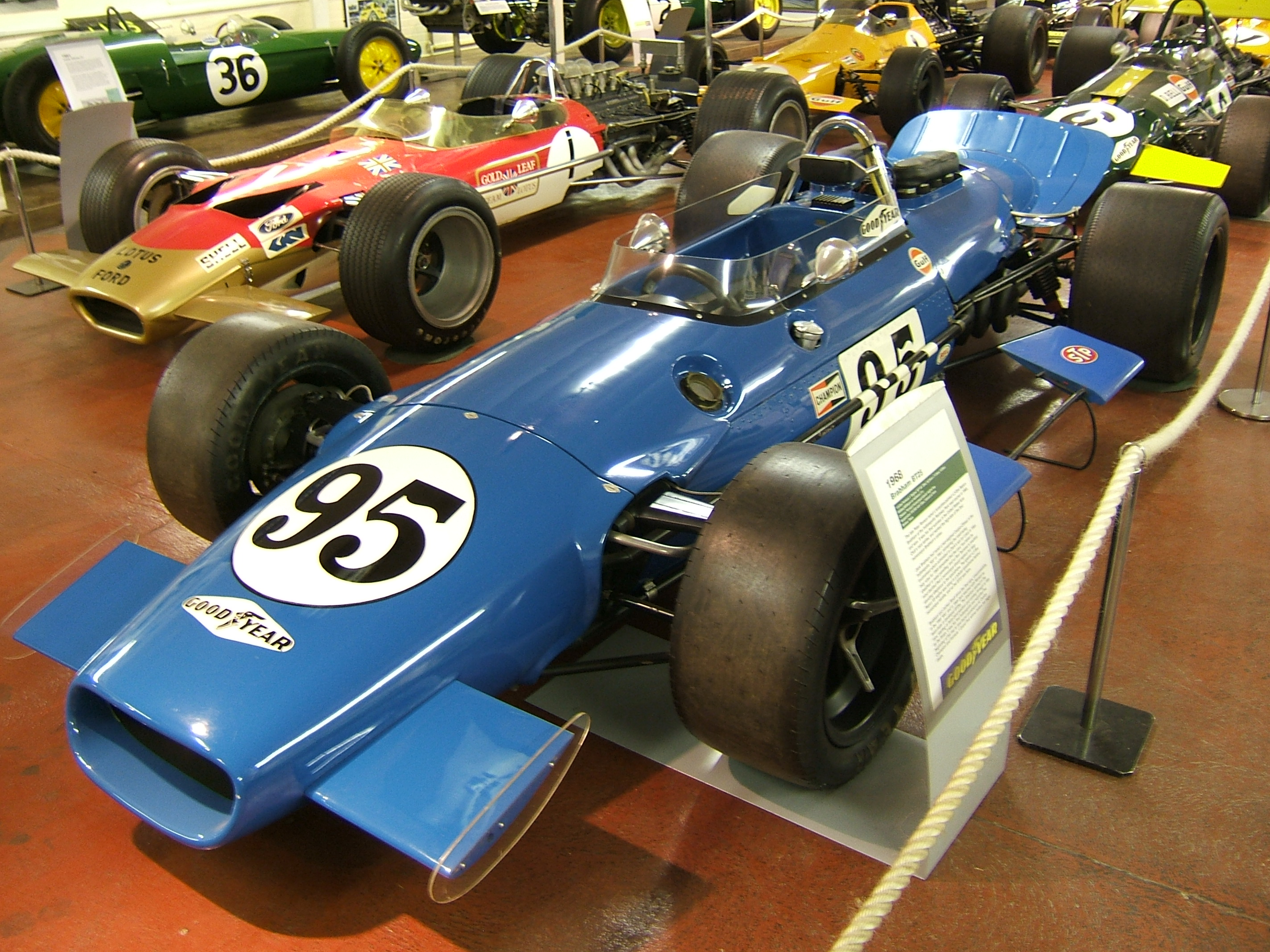
Brabham BT25

Der Brabham BT25 war ein Monoposto-Rennwagen, der 1968 und 1969 in der USAC-Meisterschaft zum Einsatz kam.

## Technik
Bereits 1964 hatte Brabham-Konstrukteur Ron Taurananc mit dem Brabham BT12 einen Einsatzwagen für Indianapolis entworfen. Dieser konnte 1968 wegen der geänderten regeln für die treibstofftanks nicht mehr eingesetzt werden und so wurde der Umbau des als Basis dienenden Brabham BT24 für die Formel 1 nötig. Taurananc entwarf ein eigenes Monocoque und verlegte die Front-Aufhängung nach innen in das Chassis. Repco entwarf einen 4.2-l 4-ventil Twin-Cam Motor der die Typenbezeichnung 760 V8 bekam und bei 8000 Umdrehungen über 500 PS Leistung lieferte.

## Renngeschichte
Vom BT25 wurden 1968 zwei Exemplare bei Brabham gebaut, um bei den Rennen zur USAC-Meisterschaft an den Start zu gehen. Gefahren wurden die Wagen 1968 von Jack Brabham, Jochen Rindt und Masten Gregory.
Beim 500-Meilen-Rennen von Indianapolis 1969 erreichte Peter Revson in seinem BT25 den fünften Rang. Revson steuerte einen BT25 auch zum einzigen Rennsieg in der Meisterschaft, als er 1969 einen Wertungslauf im Indianapolis Raceway Park gewann.
Chassis #1 wurde 2 mal in Indianapolis und einmal in Riverside eingesetzt. Es wurde bei der letzten technischen Inspektion in Indianapolis schwer beschädigt und nach seiner Reparatur in diversen Museen und Sammlungen ausgestellt.
Chassis #2 wurde nach misslungener Qualifikation von Masten Gregory 1968 von Jack Brabham für das zweite Rennen 1969 qualifiziert und von Peter Revson zum Sieg im Rennen im Indianapolis Raceway Park pilotiert. John Martin kaufte das Chassis 1970 und rüstete es für einige USAC-Rennen auf einen Offenhauser-Motor um. Der Wagen steht heute in der Rofgo-Collection.